# Белинтертранс
Республиканское транспортно-экспедиционное унитарное предприятие «Белинтертра́нс — транспортно-логистический центр» Белорусской железной дороги — белорусская транспортная компания, оператор железнодорожных перевозок. Сокращенное наименование — Государственное предприятие «БТЛЦ». Штаб-квартира находится в Минске.

## История
В мае 1992 года решением руководства Белорусской железной дороги было создано предприятие по оказанию экспедиторских услуг «Белинтертранс». До этого на железной дороге транспортно-экспедиционного предприятия как такового не существовало. Основной задачей созданного предприятия было обеспечение доставки грузов по Белорусской железной дороге, а также организация расчётов за перевозки по территориям других государств. Предприятие развивалось, и в скором времени появилась необходимость создания его филиалов. Первым был создан филиал в пограничном Бресте в 1992 году; затем открылся Гродненский филиал; в 1994 году начал работу Гомельский, а в 1995 году Могилёвский филиалы.
2 марта 2009 года было принято решение о слиянии двух организаций Белорусской железной дороги: «Белинтертранс» и «Минскжелдортранс» в единую структуру — Республиканское транспортно-экспедиционное унитарное предприятие «БЕЛИНТЕРТРАНС — транспортно-логистический центр» Белорусской железной дороги (Государственное предприятие «БТЛЦ»).
При 100 % участии капитала Государственного предприятия «БТЛЦ» были учреждены зарубежные предприятия: в 2010 году в Литовской Республике (ЗАО «Белинтертранс-Литва»), в 2011 году в Российской Федерации (ООО «Белинтертранс-Москва»), в 2012 году в Федеративной Республике Германия (ООО «Белинтертранс-Германия»).
В январе 2023 года компания попала под санкции Украины.

## Деятельность
Государственное предприятие «БТЛЦ» — действительный член Ассоциации международных экспедиторов (БАМЭ), Белорусской торгово-промышленной палаты (БелТПП), ассоциированный партнёр проекта «Логистика янтарного берега» (Amber Coast Logistics), индивидуальный член FIATA, Международного координационного совета по транссибирским перевозкам (КСТП), Ассоциации таможенных представителей Республики Беларусь.